# Sikora czarnoczuba
Sikora czarnoczuba (Periparus rubidiventris) – gatunek niewielkiego ptaka z rodziny sikor (Paridae). Zamieszkuje Himalaje i obszary na wschód i północny wschód od nich, położone na terytoriach następujących państw: Bhutan, Chiny, Indie, Mjanma i Nepal. Nie jest zagrożony.

## Systematyka
Gatunek ten jest blisko spokrewniony z sikorą czarnopierśną (Periparus rufonuchalis) zamieszkującą zachodnie Himalaje i okolice, niekiedy były one traktowane jako jeden gatunek. Wyróżniono kilka podgatunków P. rubidiventris zamieszkujących odpowiednio:
- sikora czarnoczuba[4] (P. rubidiventris rubidiventris) – zachodnie i centralne Himalaje i okolice, wyróżniają się rdzawym ubarwieniem piersi i podbrzusza.
- sikora szaropierśna[4] (P. rubidiventris beavani) – wschodnie Himalaje i okolice; mają szaro ubarwione piersi i podbrzusze.
- P. rubidiventirs whistleri – południowe i środkowe Chiny (prowincje Junnan i Syczuan) oraz północno-wschodnia Mjanma; mniejsze od P. r. beavani i z jaśniejszym odcieniem szarego na piersi i podbrzuszu.
- P. rubidiventris saramatii – północno-wschodnie Indie i wzgórza Naga w północno-zachodniej Mjanmie; najmniejszy podgatunek ubarwiony podobnie do P. r. whistleri.

Podgatunek beavani nie krzyżuje się z nominatywnym (a przynajmniej takich przypadków dotąd nie stwierdzono) i być może powinien zostać podniesiony do rangi gatunku. Takson whistleri bywa niekiedy traktowany jako synonim P. r. beavani. Populację z zachodniego Syczuanu proponowano wydzielić do podgatunku szetschwanensis, ale nie jest on uznawany.

## Morfologia
Wygląd zewnętrznyOgólnie nieco większa od europejskiej sosnówki, choć widoczne są stosunkowo duże różnice między podgatunkami. Ubarwienie podobne do sikory czarnopierśnej: czarna głowa z czarnym czubeczkiem i dużymi białymi policzkami, i w zależności od podgatunku rdzawą (P. r. rubidiventris) lub szarą (P. r. beavani) piersią i podbrzuszem. Wierzch ciała, skrzydła i ogon szaroniebieskie.
Rozmiarydługość ciała ok. 11–13 cm, rozpiętość skrzydeł ok. 18–20 cm
Masa ciała7–13,1 g

## Środowisko
Górskie lasy, głównie liściaste i mieszane. Występuje zazwyczaj w przedziale wysokości 2500–4270 m n.p.m.

## Status
W Czerwonej księdze gatunków zagrożonych IUCN sikora czarnoczuba klasyfikowana jest jako gatunek najmniejszej troski (LC, Least Concern). Liczebność populacji nie została oszacowana, ale ptak ten opisywany jest jako pospolity w Himalajach, Tybecie i Mjanmie, a rzadki na innych obszarach. Ze względu na brak dowodów na spadki liczebności bądź istotne zagrożenia dla gatunku, BirdLife International ocenia trend liczebności populacji jako stabilny.